# Metallauftreiber
Metallauftreiber sind Form- und Bearbeitungswerkzeuge, meist aus Messing, da man dies einfach und billig herstellen und löten kann. Sie werden in Glasbläsereien zur Erstellung der Grundformen verwendet.
Damit das Messing beim Bearbeiten nicht am heißen Glas hängen bleibt, werden die Auftreiber stets mit Wachs benetzt. Ein Holzgriff schützt vor der guten Wärmeleitung des Metalls.
Alternativ dazu gibt es auch Formwerkzeuge aus Graphit, da dieses Material durch Sägen, Fräsen und Drehen sehr gut in Form gebracht werden kann und es Temperaturen weit über 1000 °C standhält.